# Niemeijer-conventie
De Niemeijer-conventie is een biedconventie in het bridgespel.
De Niemeijer conventie is een uitbreiding op Puppet Stayman. Hij is ontworpen door Chris Niemeijer en geldt naast de Muiderbergse twee als een typisch Nederlandse conventie in het bridgespel en wordt internationaal erkend.
De conventie wordt in stelling gebracht na een sterke 2SA-opening (20-22 honneurpunten) of een sterk 2SA vervolg via ACOL 2klaveren of Multi 2 ruiten, waarbij mogelijk een vijfkaart harten of schoppen voorkomt. Met de conventie wordt elke mogelijke 5-3 of 4-4 fit in een hoge kleur ontdekt en in de sterke hand gespeeld.
Het antwoordenschema is
3♣ relay
3♦ een of beide vierkaarten hoog
3♥ vierkaart schoppen(!)
3♠ vierkaart harten(!)
3SA om te spelen, geen vierkaart hoog
4♣ minor-suit asking
4♦ beide hoge vierkaarten
3♥/♠ vijfkaart
3SA geen vierkaart hoog
4♣ minor-suit asking
3♦/♥ Jacobytransfers
3SA vijfkaart schoppen en vierkaart harten
Kern van de conventie is de 3♣ relay, die initieel informeert naar het bezit van de hoge kleuren (harten en schoppen), maar ook gebruikt wordt om 3SA te bereiken of als inleiding op een fit in een lage kleur. Het antwoordenschema is gelijk aan dat van Puppet Stayman. Kern daarvan is dat wanneer de SA-opener een vierkaart aangeeft met 3♦ je daarna biedt wat je niet hebt. Hierdoor komt de eventuele 4-4 fit in de sterke hand.
De 5-3 fit komt via Jacoby of het antwoord op 3♣ ook in de sterke hand
Direct 3SA bieden ten slotte belooft exact een vijfkaart schoppen en een vierkaart harten. Hierop kan de 2SA-opener met een fit 4♥/♠ bieden en zonder fit (2 schoppen en 3 harten) passen. Deze speciale combinatie is de enige die niet aangegeven kan worden met Puppet Stayman en Jacoby zonder 3SA te passeren en  wordt ook weleens de Pils-conventie genoemd. Deze verdeling komt zo weinig voor dat meestal een van de partners er niet meer op bedacht is en derhalve een pilsje verschuldigd is. Gevolg is dat in afwijking van Puppet Stayman de antwoorder niet direct 3SA kan bieden om dat ook te spelen. Hij moet daarvoor het tussenbod 3♣ gebruiken.
3♠, 4♣, 4♦ en 4♥ zijn transfers naar de bovenliggende kleur. Altijd met sleminteresse.
4♠ is azen vragen, zie: Blackwood. Sommige paren spelen dit echter ook wel als een 5-5 lage kleuren en vragen azen met 3♣ gevolgd door 4SA.